# Miguel Azeez
Miguel Adedayo Azeez Beloso (Londres, 20 de septiembre de 2002) es un futbolista británico que juega en la demarcación de centrocampista en el PAS Giannina de la Segunda Superliga de Grecia.

## Biografía
Tras formarse en las filas inferiores del Arsenal F. C., finalmente hizo su debut con el primer equipo en la temporada 2020-21 el 10 de diciembre de 2020 en un encuentro de la Liga Europa contra el Dundalk F. C. tras sustituir a Joe Willock en el minuto 83 en un encuentro que ganó el Arsenal por 2-4. Ese sería su único encuentro antes de marcharse a finales de agosto de 2021 al Portsmouth F. C. hasta final de temporada, aunque a mitad de la misma regresó al conjunto londinense.
El 1 de septiembre de 2022 se marchó a España para jugar, también como cedido, en la U. D. Ibiza durante la campaña 2022-23. Debutó diez días después jugando quince minutos en un partido de la Segunda División que ganaron por la mínima ante el C. D. Tenerife. Disputó diez encuentros más antes de ser cancelada la cesión a inicios de enero para irse al Wigan Athletic F. C. Se marchó definitivamente un año después, siendo el C. D. Atlético Baleares su destino hasta el final de la temporada 2023-24.
El 31 de agosto de 2024 fichó por el PAS Giannina griego.

## Vida personal
Miguel es hijo de padre nigeriano y de madre española. Su hermano mayor, Femi, también juega a fútbol a nivel profesional. 

## Clubes
| Club                          | País       | Año       | Partidos | Goles |
| ----------------------------- | ---------- | --------- | -------- | ----- |
| Arsenal F. C.                 | Inglaterra | 2020-2021 | 1        | 0     |
| Portsmouth F. C. (cedido)     | Inglaterra | 2021-2022 | 10       | 1     |
| Arsenal F. C.                 | Inglaterra | 2022      | 0        | 0     |
| U. D. Ibiza (cedido)          | España     | 2022-2023 | 11       | 0     |
| Wigan Athletic F. C. (cedido) | Inglaterra | 2023      | 2        | 0     |
| C. D. Atlético Baleares       | España     | 2024      | 14       | 1     |
| PAS Giannina                  | Grecia     | 2024-     | 15       | 1     |